# Café Griensteidl

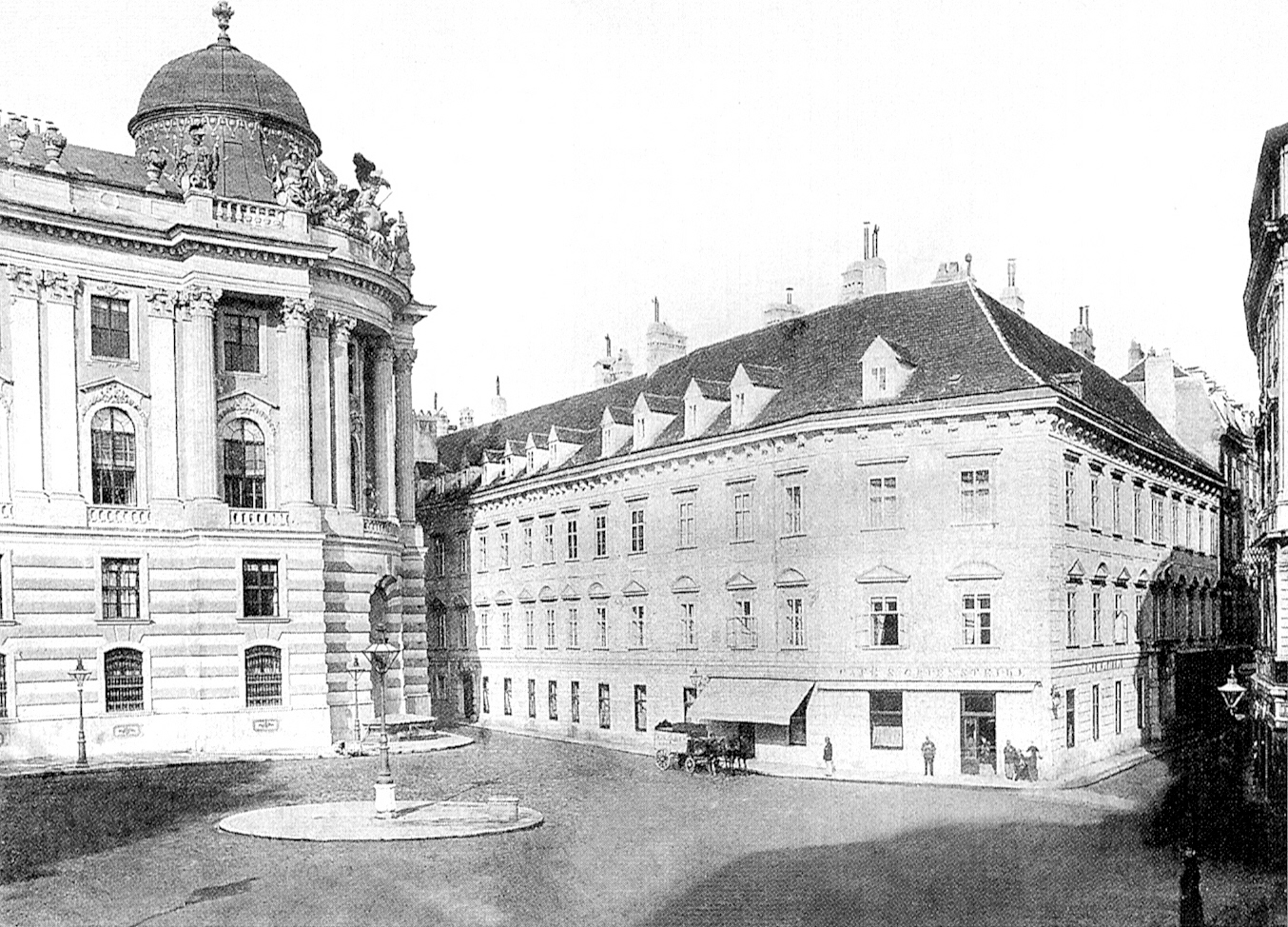
Das Café Griensteidl vor 1897

Das Café Griensteidl in Wien, auch bekannt als „Café Größenwahn“, war im späten 19. Jahrhundert ein berühmtes Künstlerlokal. Das Kaffeehaus befand sich am Michaelerplatz im Palais Dietrichstein, gegenüber dem alten Burgtheater und der Hofburg.

## 1847–1897: das alte Café Griensteidl

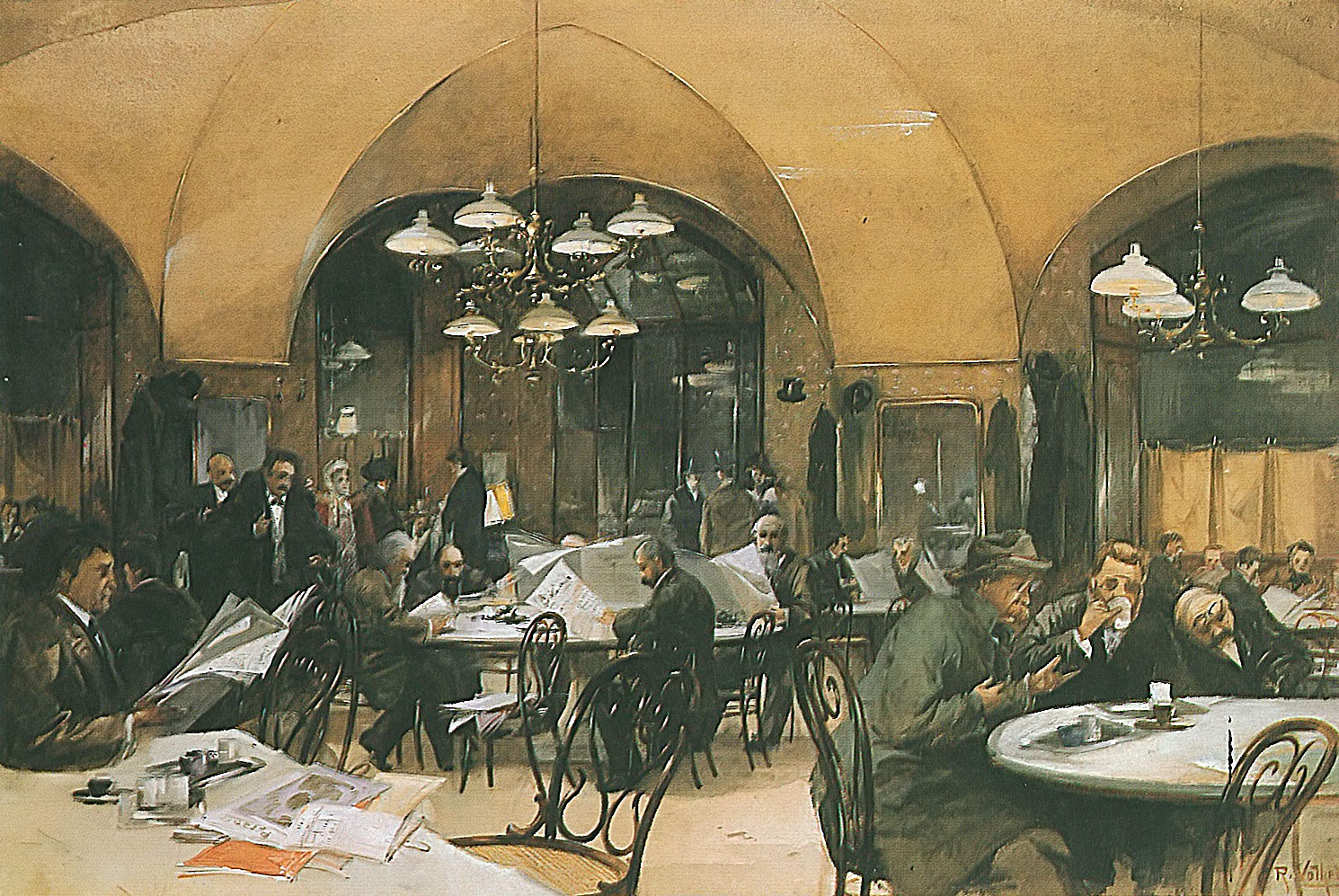
Café Griensteidl 1896, Gemälde von Reinhold Völkel (1873–1938)

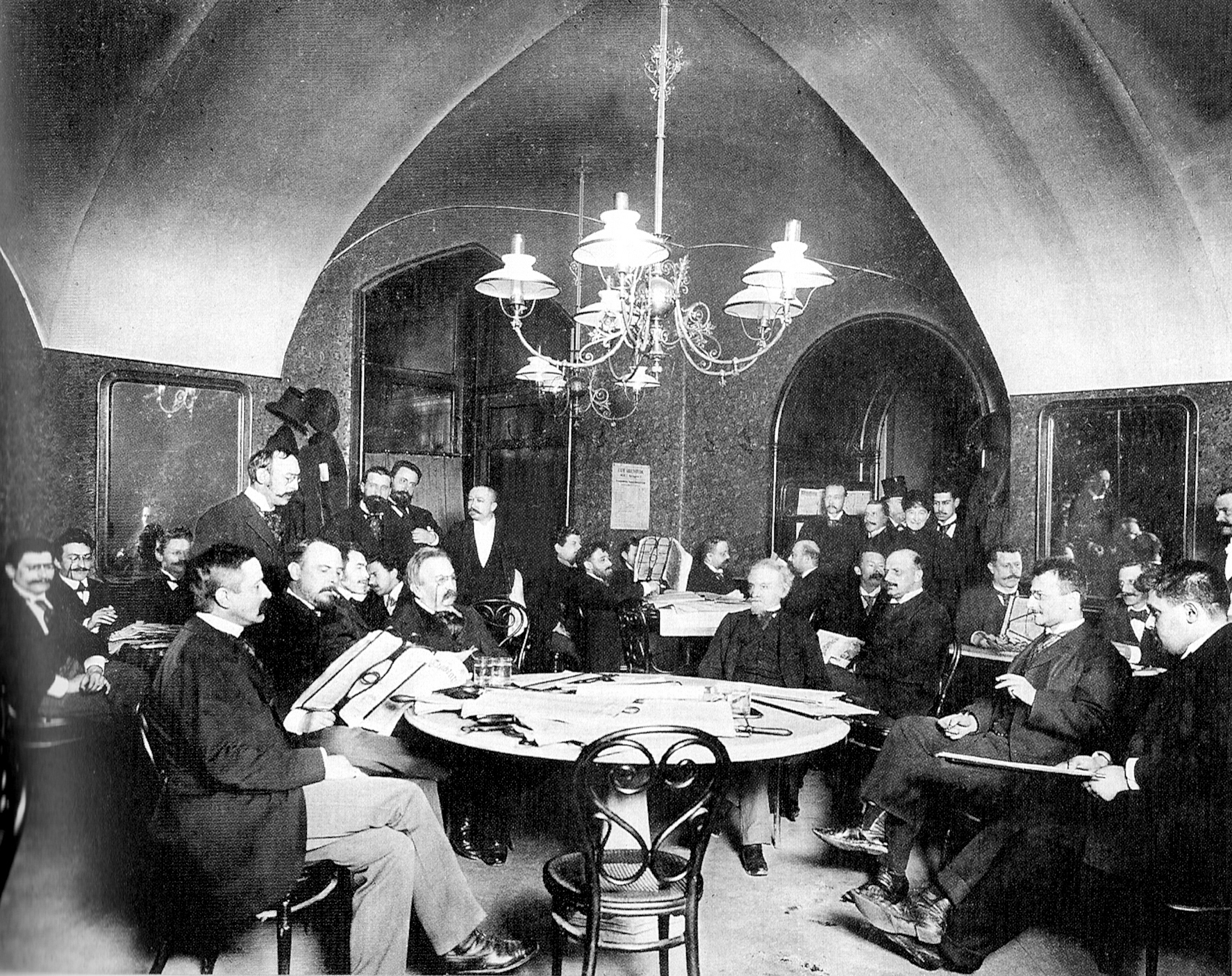
Ein Foto für die Illustrierte „Die vornehme Welt“

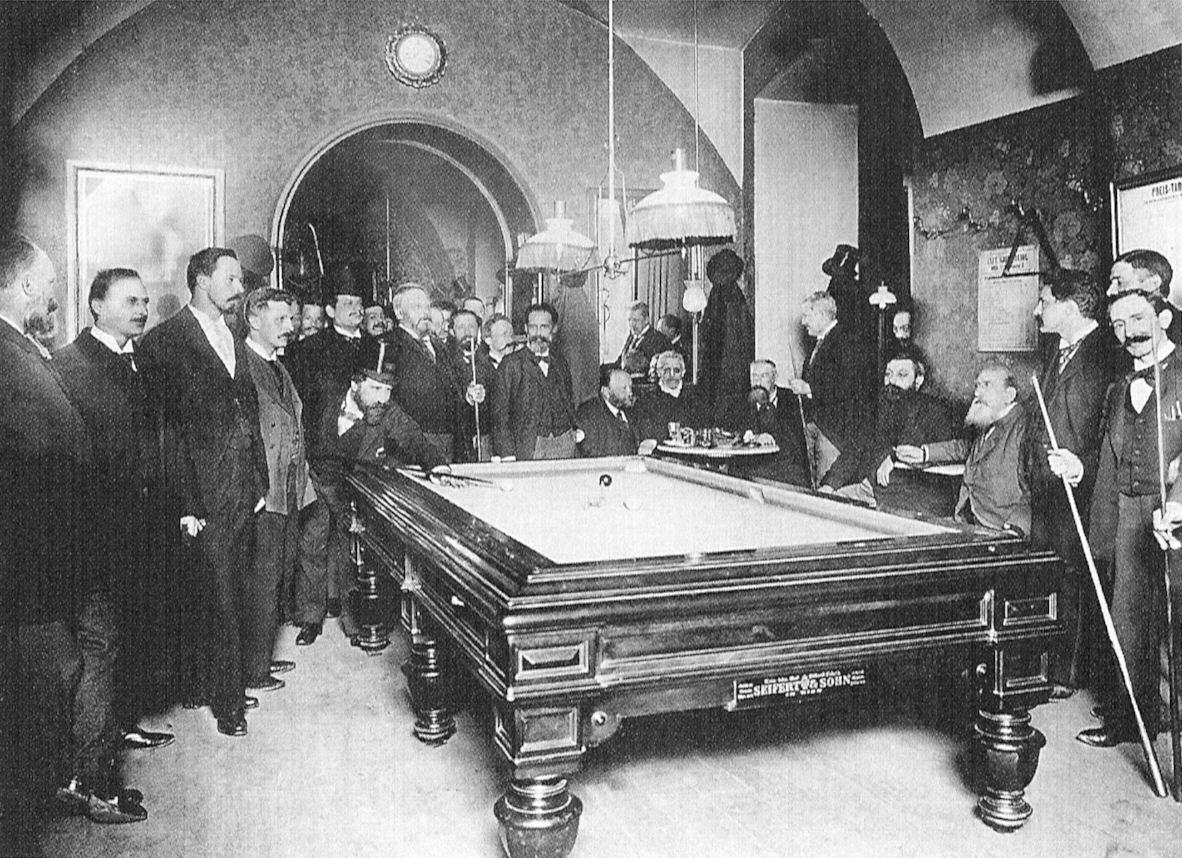
Das Billardzimmer

Das Café Griensteidl, 1847 von dem vormaligen Apotheker Heinrich Griensteidl eröffnet, wurde rasch ein Treffpunkt Wiener Literaten. 1848, als es ein Treffpunkt der Politiker war, wurde der Griensteidl vorübergehend in National-Café umbenannt. Später verkehrten Persönlichkeiten von Franz Grillparzer bis Schönerer hier. Das Café war auch ein Hauptquartier der Arbeiterbewegung und ihrer Führungsfiguren, u. a. Victor Adler und Friedrich Austerlitz.
Besonders berühmt wurde es als Sammelplatz der Autoren des Jung-Wien, die ab Mitte der 1880er Jahre das Café zu ihrem Stammlokal machten wie auch als Treffpunkt der konkurrierenden, konservativen Künstlergruppe Iduna. Zu den Schriftstellern, die hier verkehrten, gehörten Hermann Bahr, Hugo von Hofmannsthal, Arthur Schnitzler, der junge Rudolf Steiner sowie der junge Karl Kraus. Stefan Zweig bezeichnete das Café in seinen Memoiren Die Welt von Gestern als das „Hauptquartier der jungen Literatur“. Karl Kraus prägte zur Schließung den Satz: „Unsere Literatur sieht einer Periode der Obdachlosigkeit entgegen“.
Die in „jungen Schriftstellerkreisen“ aufgekommene Bezeichnung „Café Größenwahn“ ist mindestens seit 1893 nachweisbar. Damals stand in der Satirezeitschrift Figaro:

„Im Cafe Größenwahn (Griensteidl) wurde gestern ein neues naturalistisches Genie entdeckt. Dasselbe wurde sofort als Dramaturg für das Deutsche Volkstheater engagirt.“

Im Zuge der Neugestaltung des Michaelerplatzes begann im Jänner 1897 der Abriss des Palais Dietrichstein, in dem sich das Café (stets unter der Adresse Herrengasse 3 bzw. 1–3) befand, und die Besitzerin des Kaffeehauses, Susanna Griensteidl († 20. Oktober 1899, Alter: 73; Witwe nach dem Gründer Heinrich Griensteidl, † 1888), schloss mit Ablauf des 20. Jänner 1897 den Betrieb – nicht ohne die Ankündigung, nach Fertigstellung des Umbaus wieder eröffnen zu wollen. Karl Kraus nutzte den Anlass, um in seinem satirischen Essay Die demolirte Literatur mit den Caféhausliteraten des Jung-Wien abzurechnen. Am 25. Jänner 1897 war im Illustrierten Wiener Extrablatt zu lesen: „Die treuen Stammgäste feierten den Untergang des Locales mit einem großartigen Leichenschmaus (…) Nach Mitternacht waren sämtliche Vorräthe an Speis und Trank vergriffen und es wurden nur noch Ohrfeigen verabreicht. Sonst war die Stimmung famos (…)“. Die Ohrfeige hatte Felix Salten Kraus für eine Passage der demolirten Literatur verpasst, was Schnitzler in seinem Tagebuch mit den Worten vermerkte: „gestern abends hat Salten im Kaffeehaus noch den kleinen Kraus geohrfeigt, was allseits freudig begrüßt wurde (…)“. Zum Zeitpunkt des Abrisses hatte Gerhart Hauptmann an seinem Drama Die versunkene Glocke gearbeitet; daraufhin hat er angeblich „beschlossen eine Ohrfeigentragödie zu schreiben, die das ‚versunkene Kaffeehaus‘ heißen wird“.
Nach dem Ende des Griensteidl siedelten viele der Künstler, die dort verkehrt hatten, in das Café Central über.

### Künstler, die im alten Café Griensteidl verkehrten
- Peter Altenberg
- Hermann Bahr
- Felix Dörmann
- Leo Feld
- Victor Fleischer
- Franz Karl Ginzkey
- Hugo von Hofmannsthal
- Karl Kraus
- Fritz Kreisler
- Max Roden
- Felix Salten
- Arthur Schnitzler
- Arnold Schönberg
- Rudolf Steiner
- Paul Wertheimer
- Hugo Wolf
- Stefan Zweig

## Ab 1898: Wiedereröffnung desGriensteidl
Am 8. November 1898 wurde das Café Griensteidl im am selben Ort neuerbauten Palais Herberstein (Architekt: Carl König) durch den Cafétier Rudolf Glattauer, der zuvor unter anderem im Café Korb tätig gewesen war, neueröffnet. Neue Besitzerin war Susanne Schüßwald. Die frühere Besitzerin, Susanna Griensteidl, verwahrte sich zwar dagegen, dass für das neue Lokal wieder ihr Name verwendet wurde, blieb damit jedoch erfolglos. Ein Literatencafé wurde das Griensteidl allerdings nicht mehr. 1903 kaufte Arpad Reil das Lokal und benannte es um in Café Reil. Steigende Mieten und ausbleibende Gäste trieben Reil schließlich in den Konkurs, am 29. Oktober 1909 musste das Café endgültig geschlossen werden, innen wurden Zwischenwände eingezogen und die Räume als Geschäftslokale verwendet. Raoul Auernheimer schrieb in einem Feuilleton zur Schließung in der Neuen Freien Presse:

„Als Griensteidl ist es auf alle Fälle tot. Denn es verliert den Platz, und der Platz ist bei seinesgleichen alles, zumal in Wien, der sinnfälligen Stadt, wo alle Institutionen nur
Geltung haben, solang sie sich an einen vertrauten Hintergrund anlehnen und einen populären Namen tragen. Ein solcher Hintergrund ist der Michaelerplatz, ein solcher Name Griensteidl
gewesen. Daß er seit einer Reihe von Jahren der Wirklichkeit nicht mehr entsprach, verschlägt wenig; das ist ja bei populären Namen gewöhnlich so. Die Hauptsache ist, daß wir eine bestimmte Vorstellung damit verbinden. (...) Jetzt aber stirbt es, wie es scheint, für immer.“

## 1990–2017: das neue Café Griensteidl – und danach

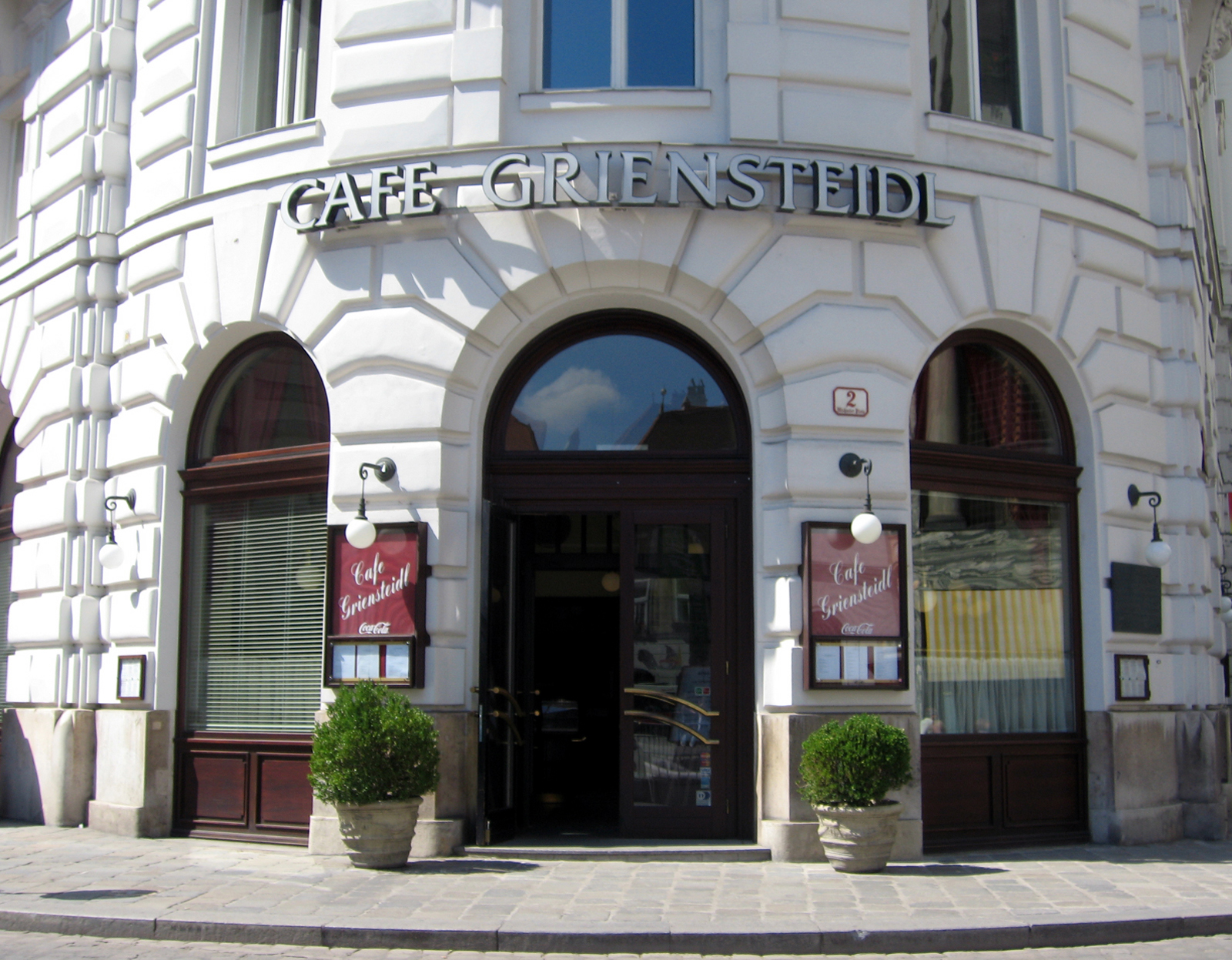
Das neue Café Griensteidl

1990 wurde im Palais Herberstein wieder ein Café Griensteidl eröffnet. Die Adresse war Michaelerplatz 2. Es wurde vom Cateringunternehmen Do & Co geführt und im Juni 2017 stillgelegt, da vom Hauseigentümer für die Räume eine andere Nutzung vorbereitet wurde. Das ehemalige Griensteidl wurde zunächst als Rien mit einer Mischung aus Lokal, Galerie und Designshop wiedereröffnet, später als Café Klimt als klassisches Kaffeehaus inklusive Souvenirshop. Mit Ende März 2019 wurde das Café geschlossen. Im Dezember 2019 eröffnete stattdessen ein Taschengeschäft sowie im August 2020 eine Filiale der Supermarktkette Billa, die das Historische in ihren Markt zu integrieren versuchte.
Eine Tradition der Jahrhundertwende war, dass in disputierten Wissenszweifelsfällen der Kellner um die entsprechende Ausgabe des Brockhaus gefragt wurde, den dieser dann an den Tisch brachte. Diese Tradition war 1990–2017 wieder lebendig, in einem Bücherschrank gegenüber dem Eingang gab es eine Ausgabe von der Zeit um 1900 sowie eine jüngeren Datums.